# Bull-E
Bull-E, llamado ¡Acos-oh! en España y Los bravucones en Hispanoamérica, es un episodio perteneciente a la vigesimosexta temporada de la serie animada Los Simpson, emitido el 10 de mayo de 2015 en EE. UU. El episodio fue escrito por Tim Long.  

## Sinopsis
Después de que Bart es intimidado en la escuela de baile, Marge convence al pueblo para aprobar leyes contra el acoso escolar. Luego Homer es detenido y enviado a rehabilitación por intimidación a Ned Flanders, sólo para dejar posteriormente la rehabilitación como un héroe.  

## Parodias
En la alucinación de Otto en el final del episodio, hay una referencia a la serie El autobús Mágico y a Freddy Mercury (esta última puede verse en un planeta del fondo con bigote).